# 육개
육개(陸凱, 198년 ~ 269년)은 동오의 관료로, 자는 경풍(敬風)이고 오군 오현(吳縣) 사람이다. 승상 육손의 족자이다.

## 행적
황무 초에 영흥과 제기 두 현의 장을 지내면서 관로를 시작했고, 치적을 남겼다. 적오 연간(238년 ~ 251년)에 담이태수를 지내면서 주애를 침략해 공을 새우고 건무교위로 옮겼다. 적오 5년(242년)에 장군 섭우(聶友)와 함께 병사 3만 명을 이끌고 주애와 담이를 토벌했다. 적오 13년(251년)에는 위나라의 정남대장군 왕창과 형주자사 왕기가 남군과 서릉으로 쳐들어와 손권의 명령으로 장군 대열과 함께 이를 막으러 출진했다가 돌아왔다. 오봉 2년(255년)에는 산적 진비를 영릉에서 공격해 죽였다. 이 공으로 파구독 · 편장군이 되고 도향후에 봉해졌다. 경제 손휴가 즉위하자 정북장군 · 가절 · 영예주목이 되었다. 말제 손호가 즉위하자 진서대장군이 되어 파구의 도독을 맡고 형주목을 겸했으며 봉작이 올라 가흥후가 되었다.
보정 원년(266년), 육개는 좌승상으로 승진했다. 손호가 무창으로 천도해 백성들에게 무창으로 물품 헌상을 명하자 반대하는 상소를 올렸었고, 당시 전상열장(殿上列將) 하정(何定)이 아첨하고 기교를 부린 말로 부름을 받아 손호의 총애를 얻었으며 정사를 마음대로 하자 육개는 면전에서 하정을 질책하기도 하였다.
건형 원년(269년), 육개의 질병이 위독해지자, 손호는 중서령 동조를 파견하여 하고 싶은 말을 물어보도록 하니,
| “ | 하정을 임용할 수는 없습니다. 그에게 외부의 임무를 주는 것은 마땅하지만, 국가의 대사를 맡기는 것은 마땅하지 않습니다. 해희(奚熙)는 작은 관리로 포리(浦里)를 개간하자는 등 예전에 엄밀(嚴密)이 하던 짓을 따라하려 하니, 역시 들어줄 수 없습니다. 요신(姚信)·누현·하소(賀邵)·장제·곽탁(郭逴)·설영·등수(騰脩) 및 동족의 동생 육희(陸喜)·육항은 어떤 자들은 청렴결백하고 충성하며 근면하고, 어떤 자들은 천부적인 재능이 풍부한데, 모두들 사직의 근간이 되며 국가의 훌륭한 보좌가 됩니다. 원컨대 폐하께서는 이들에게 깊이 유의하여 생각하시고, 이 시대의 정무에 관해 질문하여 각자 충성을 다하도록 해 만에 하나의 허물을 보충하도록 하십시오 | ” |

라 하고, 세상을 떠났다. 당시 육개는 72세였다.

## 같이 보기
- 삼국지 인물 목록